# Wybory powszechne w Liberii w 2011 roku
Wybory powszechne w Liberii w 2011 roku – wybory prezydenckie i parlamentarne w Liberii odbyły się 11 października 2011. Ich celem było obsadzenie stanowisk prezydenta, wiceprezydenta, wszystkich miejsc izby reprezentantów oraz połowy miejsc senatu. Nadzór nad wyborami miała Narodowa Komisja Wyborcza Liberii. W efekcie wyborów Partia Jedności zachowała większość w obu izbach, a mandat prezydencki jej kandydatki i obecnej prezydent, Ellen Johnson-Sirleaf, został przedłużony na kolejną kadencję.

Liberia na mapie Afryki.